# Шричапан, Парадорн
Парадо́рн Шричапа́н (тайск. ภราดร ศรีชาพันธุ์, правильно — Пхарадон Сичапхан; род. 14 июня 1979, Кхонкэн) — таиландский теннисист; победитель пяти турниров ATP в одиночном разряде. Добился наивысшего для представителей Таиланда места в рейтинге ATP (был на 9-й позиции в мае 2003 года).

## Общая информация
Начал играть в теннис в возрасте шести лет вместе с отцом Чаначаем, который ради карьеры сына бросил работу в банке. Мать — Убон по профессии школьная учительница. У Парадорна есть старший брат — Танакорн.
Имеет прозвище в своей родной стране — Бол (англ. Ball), «мяч» в переводе с английского. Любимое покрытие — хард.
В 2004 году стал знаменосцем сборной Таиланда на церемонии открытия Олимпийских игр в Афинах.
В 2010 году выступил в качестве исполнителя главной положительной роли в таиландском эпическом боевике «Банг Раджан-2» (сиквеле боевика «Воины джунглей»).
Личная жизнь
В ноябре 2007 года женился на российско-канадской модели Наталье Глебовой, «Мисс Вселенная-2005». 25 февраля 2011 года пара заявила о своём разводе.

## Спортивная карьера
Начало карьеры
На юношском уровне Парадорн смог достичь по итогам 1996 года № 10 в юниорском рейтинге ITF. В октябре 1997 года он впервые сыграл в одиночных соревнованиях ATP-тура на турнире в Сингапуре. В 1998 году он впервые выступил за сборную Таиланда в отборочных раундах Кубка Дэвиса. В 1999 году тайский теннисист впервые через квалификацию попал в основную сетку турнира серии Большого шлема. Это произошло на Уимблдонском турнире, где он смог в итоге выиграть матч и взять один сет у Евгения Кафельникова во втором раунде. В сентябре того же года на турнире в Ташкенте он впервые доиграл до четвертьфинала турнира АТП-тура, а в октябре в Сингапуре он улучшил это достижение, пройдя в полуфинал. Эти результаты позволили Парадорну к концу сезона дебютировать в топ-100 мирового рейтинга.
В начале 2000 года Шричапан в команде с Тамарин Танасугарн вывел Таиланд в финал Кубка Хопмана. В сентябре он сыграл на Олимпиаде в Сиднее, где дошёл до второго раунда.
2002—2004. Попадание в топ-10.

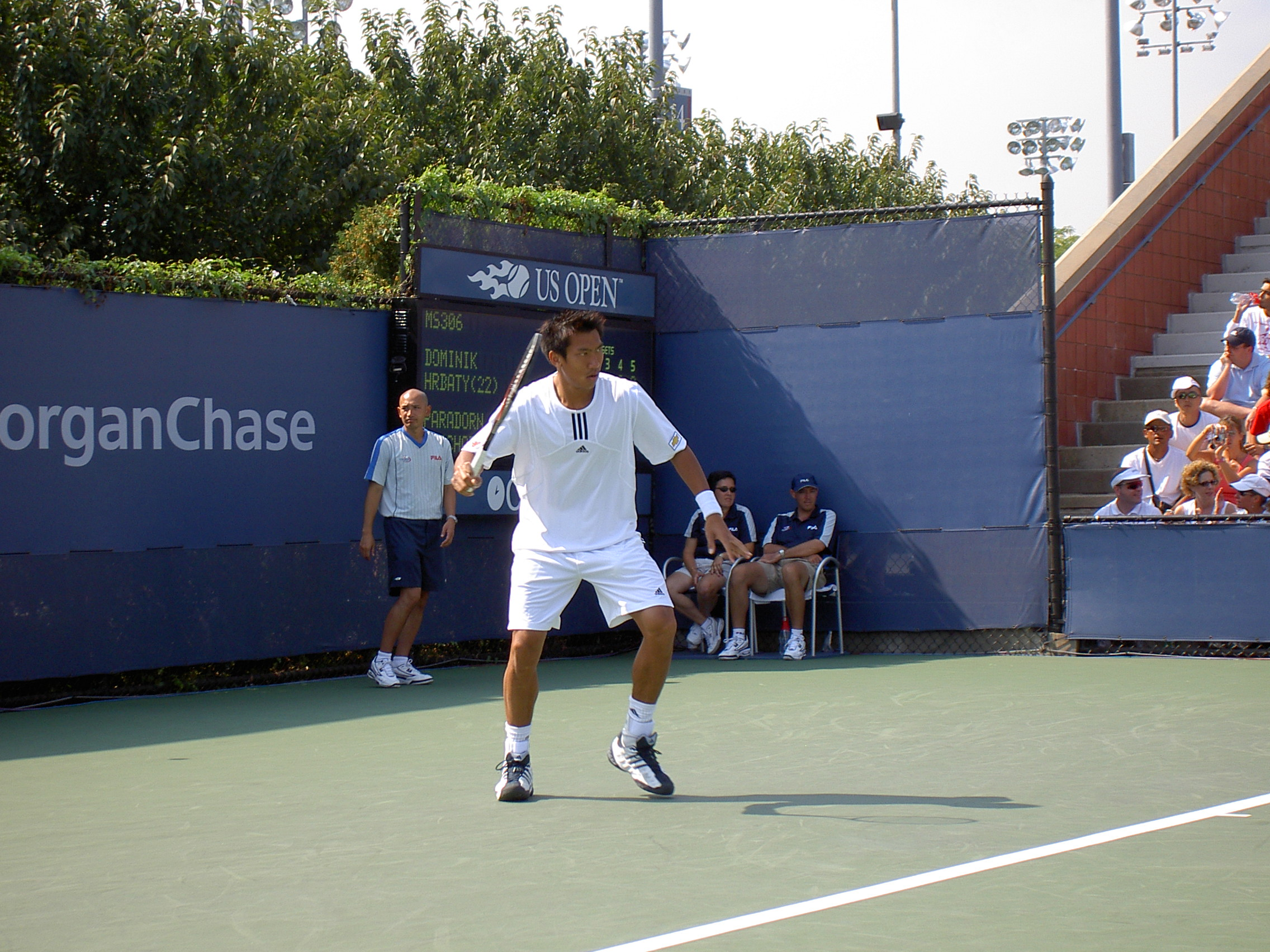
Шричапан на Открытом чемпионате США 2004 года

В 2002 году Парадорн начал сильно прогрессировать. В начале сезона он впервые вышел в финал турнира АТП-тура. Шричапан выиграл четыре матча подряд в Ченнаи, однако в титульном матче проиграл аргентинцу Гильермо Каньясу — 4-6, 6-7(2). На следующем турнире в Сиднее тайский теннисист одержал первую победу над игроком из первой десятки, одержав победу в первом раунде над Себастьяном Грожаном. На Открытом чемпионате Франции в мае Шричапан вышел в третий раунд. Затем в июне на Уимблдонском турнире ему удалось переиграть в трёх сетах третьего сеянного, прославленного Андре Агасси, однако в следующем, третьем раунде он уступил Рихарду Крайчеку.
В августе 2002 года ему удалось выйти в финал турнира в Вашингтоне, обыграв в полуфинале Марсело Риоса. Финал в трёх сетах закончился поражением от американца Джеймса Блейка (6-1, 6-7, 4-6). Через неделю Шричапан сыграл ещё в одном финале — Лонг-Айленде и на этот раз смог выиграть дебютный титул в Туре. В решающим финале он переиграл Хуана Игнасио Чела со счётом 5-7, 6-2, 6-2. Осенью тайский спортсмен выдал удачную серию, которая включила три выхода в полуфинал и один выигранный турнир. В этот отрезок сезона он четыре раз обыгрывал теннисистов из топ-10, в том числе лидера рейтинга Ллейтона Хьюитта (6-4, 6-3) в 1/4 финала турнира в Токио. Победа же была одержана на зальном турнире в Стокгольме, где в решающем матче он выиграл у Марсело Риоса — 6-7(2), 6-0, 6-3, 6-2. После этого он отметился полуфиналом Мастерса в Париже, где в трех сетах проиграл тому же Хьюитту. Удачная серия позволила Шричапану войти в топ-20 мирового рейтинга. За результаты по ходу сезона 2002 года Шричапан получил награду ассоциации «за лучший прогресс года». Также два года подряд, в 2002 и 2003 году, Шричапан удостаивался награды Стефана Эдберга за спортивное поведение и честную игру.
В 2003 году Шричапан продолжил удачные выступления на топ-уровне. На старте сезона он смог взять титул на турнире в Ченнаи, переиграв в финале словака Кароля Кучеру — 6-3, 6-1. Весной на Мастерсе в Майами тайский теннисист смог пробиться в стадию полуфинала. 21 апреля он смог подняться в одиночном рейтинге в топ-10, став первым из Азии кому это удалось сделать в мужском теннисе. 12 мая теннисист добился наивысшей позиции в рейтинге для теннисистов своей страны: он был классифицирован под 9-м номером. Летом на Уимблдонском турнире Шричапан добрался до четвёртого раунда, переиграв в третьем молодого Рафаэля Надаля. В июле он смог выйти в финал турнира в Индианаполисе, но в борьбе за главный приз проиграл Энди Роддику — 6-7(2), 4-6. В августе он повторил прошлогодний успех в Лонг-Айленде, где в финале переиграл другого американца Джеймса Блейка (6-2, 6-4). На Открытом чемпионате США Шричапан прошёл в четвёртый раунд. В осенней части сезона лучшими результатами стали выход в полуфинал в Токио и Лионе, а также четвертьфинал на Мастерсе в Мадриде. По итогам сезона он занял 11-е место в рейтинге.
2004 год Шричапан начал с выхода в третий раз подряд в финал турнира в Ченнаи, в котором на этот раз он проиграл Карлосу Мойе — 4-6, 6-3, 6-7(5). На кортах Открытого чемпионата Австралии он впервые смог доиграть до четвёртого раунда. В июне Парадорн выиграл первый турнир на траве, завоевав титул в Ноттингеме. В финале была одержана победа над шведом Томасом Юханссоном — 1-6, 7-6(4), 6-3. Этот титул стал последним в карьере тайского теннисиста в АТП-Туре. На Олимпийских играх в Афинах он был удостоен чести нести флаг своей страны на церемонии открытия, однако сам турнир не принёс ему успеха: в первом же раунде таец был бит шведом Йоахимом Йоханссоном. После Олимпиада Шричапан сыграл на турнире в Лонг-Айленде и добрался до полуфинала. Ещё дважды до полуфинала он добрался осенью на турнирах в Пекине и Бангкоке.
2005—2009. Завершение карьеры.
В январе 2005 года Шричапан в четвёртый раз в карьере сыграл в финале турнира в Ченнаи, но второй год подряд он проиграл Карлосу Мойе — 6-3, 4-6, 6-7(5). В начале августа он смог выйти в полуфинал турнира в Вашингтоне. Во втором раунде Открытого чемпионата США он смог переиграть № 6 в мире Николая Давыденко в трёх сетах. В осеннем отрезке сезона Шричапан смог выйти в полуфинал турнира в Бангкоке, где в битве уступил первой ракетке мира Роджеру Федереру, и финал турнира в Стокгольме, в котором он проиграл Джеймсу Блейку.
В марте 2006 года Шричапан смог хорошо выступить на Мастерсе в Индиан-Уэллсе. В третьем раунде он обыграл известного испанского теннисиста Хуана Карлоса Ферреро, а в четвёртом одолел № 4 в мире Давида Налбандяна. Затем после победы над финном Яркко Ниеминеном Шричапан вышел в полуфинал, где уже проиграл Роджеру Федереру. В дальнейшем результаты тайского спортсмена пошли на спад. Следующих полуфиналов он добился уже осенью на турнирах в Пекине, Бангкоке и Базеле.
Почти весь сезон 2007 года спортсмен пропустил из-за травмы обоих запястий после падения с мотоцикла. В марте 2008 года возобновил тренировки, но вернуться на турниры так и не удалось. Последний раз на профессиональном уровне он сыграл в сентябре 2009 года в парном разряде турнира в Бангкоке. Шричапан так и не смог преодолеть последствия полученных травм и в 2010 году объявил о завершении карьеры.

## Рейтинг на конец года
| Год  | Одиночный рейтинг | Парный рейтинг |
| 2007 | 628               | 744            |
| 2006 | 53                | 295            |
| 2005 | 42                | 175            |
| 2004 | 27                | 358            |
| 2003 | 11                | 80             |
| 2002 | 16                | 810            |
| 2001 | 120               | 543            |
| 2000 | 109               | 752            |
| 1999 | 99                | 426            |
| 1998 | 404               | 538            |
| 1997 | 460               | 631            |
| 1996 | 1 038             | 666            |
| 1995 | 935               |                |
| 1994 | 1 219             |                |

## Выступления на турнирах

### Финалы турнировATPв одиночном разряде (11)

#### Победы (5)
| Легенда                     |
| --------------------------- |
| Турниры Большого шлема (0*) |
| Финал АТР-тура (0)          |
| ATP Masters 1000 (0)        |
| ATP International Gold (0)  |
| ATP International (5)       |

| Титулы по покрытиям | Титулы по месту проведения матчей турнира |
| ------------------- | ----------------------------------------- |
| Хард (4*)           | Зал (1)                                   |
| Грунт (0)           | Зал (1)                                   |
| Трава (1)           | Открытый воздух (4)                       |
| Ковёр (0)           | Открытый воздух (4)                       |

* количество побед в одиночном разряде.
| №  | Дата            | Турнир                    | Покрытие | Соперник в финале | Счёт               |
| 1. | 25 августа 2002 | Лонг-Айленд, США          | Хард     | Хуан Игнасио Чела | 5-7 6-2 6-2        |
| 2. | 28 октября 2002 | Стокгольм, Швеция         | Хард(i)  | Марсело Риос      | 6-7(2) 6-0 6-3 6-2 |
| 3. | 5 января 2003   | Ченнаи, Индия             | Хард     | Кароль Кучера     | 6-3 6-1            |
| 4. | 24 августа 2003 | Лонг-Айленд, США          | Хард     | Джеймс Блейк      | 6-2 6-4            |
| 5. | 19 июня 2004    | Ноттингем, Великобритания | Трава    | Томас Юханссон    | 1-6 7-6(4) 6-3     |

#### Поражения (6)
| №  | Дата            | Турнир            | Покрытие | Соперник в финале | Счёт           |
| 1. | 6 января 2002   | Ченнаи, Индия     | Хард     | Гильермо Каньяс   | 4-6 6-7(2)     |
| 2. | 18 августа 2002 | Вашингтон, США    | Хард     | Джеймс Блейк      | 6-1 6-7(5) 4-6 |
| 3. | 27 июля 2003    | Индианаполис, США | Хард     | Энди Роддик       | 6-7(2) 4-6     |
| 4. | 11 января 2004  | Ченнай, Индия (2) | Хард     | Карлос Мойя       | 4-6 6-3 6-7(5) |
| 5. | 9 января 2005   | Ченнай, Индия (3) | Хард     | Карлос Мойя       | 6-3 4-6 6-7(5) |
| 6. | 16 октября 2005 | Стокгольм, Швеция | Хард(i)  | Джеймс Блейк      | 1-6 6-7(6)     |

### Финалы командных турниров (1)

#### Победы (1)
| №  | Год  | Турнир        | Команда                            | Соперник в финале          | Счёт |
| 1. | 2000 | Кубок Хопмана | Таиланд · П.Шричапан, Т.Танасугарн | ЮАР · А.Кётцер, У.Феррейра | 0-3  |

## История выступлений на турнирах
| Турнир                       | 1998          | 1999          | 2000  | 2001          | 2002          | 2003          | 2004  | 2005          | 2006          | 2007          | Итог   | В/П за карьеру |
| ---------------------------- | ------------- | ------------- | ----- | ------------- | ------------- | ------------- | ----- | ------------- | ------------- | ------------- | ------ | -------------- |
| Турниры Большого Шлема       |               |               |       |               |               |               |       |               |               |               |        |                |
| Открытый чемпионат Австралии | К             | К             | 2P    | 1P            | 1P            | 2P            | 4P    | 2P            | 1P            | 1P            | 0 / 8  | 6-8            |
| Открытый чемпионат Франции   | -             | К             | 1P    | К             | 3P            | 1P            | 2Р    | 1Р            | 1Р            | -             | 0 / 6  | 3-6            |
| Уимблдонский турнир          | -             | 2P            | 1P    | 1P            | 3P            | 4P            | 1P    | 1P            | 1P            | -             | 0 / 8  | 6-8            |
| Открытый чемпионат США       | -             | К             | 1P    | 1P            | 2P            | 4P            | 3P    | 3P            | 2P            | -             | 0 / 7  | 9-7            |
| Итог                         | 0 / 0         | 0 / 1         | 0 / 4 | 0 / 3         | 0 / 4         | 0 / 4         | 0 / 4 | 0 / 4         | 0 / 4         | 0 / 1         | 0 / 29 |                |
| В/П в сезоне                 | 0-0           | 1-1           | 1-4   | 0-3           | 5-4           | 7-4           | 6-4   | 3-4           | 1-4           | 0-1           |        | 24-29          |
| Олимпийские игры             |               |               |       |               |               |               |       |               |               |               |        |                |
| Олимпиада                    | Не проводился | Не проводился | 2Р    | Не проводился | Не проводился | Не проводился | 1Р    | Не проводился | Не проводился | Не проводился | 0 / 2  | 1-2            |
| Турниры Мастерс              |               |               |       |               |               |               |       |               |               |               |        |                |
| Индиан-Уэллc                 | -             | -             | К     | 2Р            | 2Р            | 1Р            | 2Р    | 3Р            | 1/2           | 1Р            | 0 / 7  | 8-7            |
| Майами                       | -             | -             | -     | К             | 2Р            | 1/2           | 4Р    | 2Р            | 1Р            | 1Р            | 0 / 6  | 6-6            |
| Монте-Карло                  | -             | -             | -     | -             | К             | 2Р            | 1Р    | 1Р            | 1Р            | -             | 0 / 4  | 1-4            |
| Гамбург                      | -             | -             | -     | К             | К             | 1Р            | 1Р    | 1Р            | 1Р            | -             | 0 / 4  | 0-4            |
| Рим                          | -             | -             | -     | -             | К             | 1Р            | 2Р    | 1Р            | 1Р            | -             | 0 / 4  | 1-4            |
| Торонто/Монреаль             | -             | -             | 2Р    | 1Р            | 2Р            | 3Р            | 2Р    | 1Р            | 2Р            | -             | 0 / 7  | 6-7            |
| Цинциннати                   | -             | -             | -     | К             | К             | 1Р            | 3Р    | 1Р            | 1Р            | -             | 0 / 4  | 2-4            |
| Мадрид                       | -             | -             | -     | -             | 1/4           | 1/4           | 3Р    | -             | 2Р            | -             | 0 / 4  | 7-4            |
| Париж                        | -             | К             | -     | -             | 1/2           | 3Р            | 2Р    | К             | 1Р            | -             | 0 / 4  | 6-4            |
| Статистика за карьеру        |               |               |       |               |               |               |       |               |               |               |        |                |
| Проведено финалов            | 0             | 0             | 0     | 0             | 4             | 3             | 2     | 2             | 0             | 0             |        | 11             |
| Выиграно турниров АТП        | 0             | 0             | 0     | 0             | 2             | 2             | 1     | 0             | 0             | 0             |        | 5              |
| В/П: всего                   | 0-0           | 10-7          | 11-18 | 10-16         | 49-25         | 50-28         | 44-30 | 34-31         | 30-32         | 1-5           |        | 239-193        |
| Σ % побед                    | 0 %           | 59 %          | 38 %  | 38 %          | 66 %          | 64 %          | 60 %  | 52 %          | 48 %          | 17 %          |        | 55 %           |

К — проигрыш в квалификационном турнире.